# Mário César Camargo
Mário César Camargo (Marília, 4 de julho de 1947 - Belo Horizonte, 10 de outubro de 2022) foi um ator brasileiro. Iniciou sua carreira artística no Centro Popular de Cultura da União Nacional de Estudantes, no começo dos anos 60. Fez cursos de teatro com Eugênio Kusnet e Antônio Abujamra, com sua carreira deslanchando em 1982, quando interpretou Giovanni Barachetta, em Bella Ciao, de Luis Alberto de Abreu. Em 2016, esteve em Supermax da TV Globo, como Dr. Timóteo, um médico reformado do exército onde atuou com Mariana Ximenes, Cléo Pires, Erom Cordeiro, Nicolas Trevijano e outros.

## Filmografia

### Telenovelas e minisséries e seriados
- 2016 Supermax - Timóteo
- 2015 Chapa Quente - Dr. Freitas
- 2011 Insensato Coração - Getúlio Miranda
- 2008 Água na Boca - Jean Paul Cassoulet
- 2007 Amor e Intrigas - (Rede Record) Antônio
- 2006 Cidadão Brasileiro (Rede Record) - Valter
- 2005 América - Delegado
- 2005 Sob Nova Direção - Professor César Abílio
- 2005 Hoje é dia de Maria - Seu Odorico
- 2004 Começar de Novo - Isaías
- 2003 Chocolate com Pimenta - Maquinista do trem (figuração)
- 2002 Coração de Estudante - Beraldo
- 1999 Terra Nostra - Anacleto
- 1991 O Dono do Mundo - Pietro Mollinari (Participação)
- 1989 O Cometa (Rede Bandeirantes) - Isaac
- 1984 Partido Alto - Kleber

### Filmes
- 2008 Linha de Passe - Genaro
- 2007 Pequenas Histórias - Padre
- 2006 Veias e Vinhos
- 2003 Narradores de Javé - Pai de Daniel